# Gaspard Bauhin
Gaspard Bauhin (n. 17 ianuarie 1560, d. 5 decembrie 1624) a fost un botanist, anatomist și medic elvețian. Acesta a fost printre primii botaniști care au încercat să facă o clasificare a plantelor. În lucrarea sa Pinax theatri botanici, Bauhin a folosit un sistem de clasificare pentru a clasifica și a descrie peste 6000 specii de plante. Multe din elementele clasificării lui Bauhin vor fi folosite de Carl Linné la elaborarea clasificării binominale.

## Biografie
Gaspard Bauhin este cel mai notabil membru a unei familii cu șase generații de medici. Acesta este fratele mai mic al lui Jean Bauhin(1541-1613), medic și botanist, și fiul lui Jean Bauhin (1511-1582), un medic și chirurg protestant, originar din Amiens, Franța, care a emigrat în Elveția în urma persecuțiilor religioase în 1531.

În copilărie acesta a fost învățat de către tatăl său anatomie, iar de către fratele său, botanică. În 1572, Gaspard Bauhin a fost admis la Universitatea din Basel, unde a avut printre profesorii săi pe Felix Platter și Theodor Zwinger, loc unde a studiat botanică, anatomie și medicină. În anul 1575 acesta a fost licențiat în filosofie.

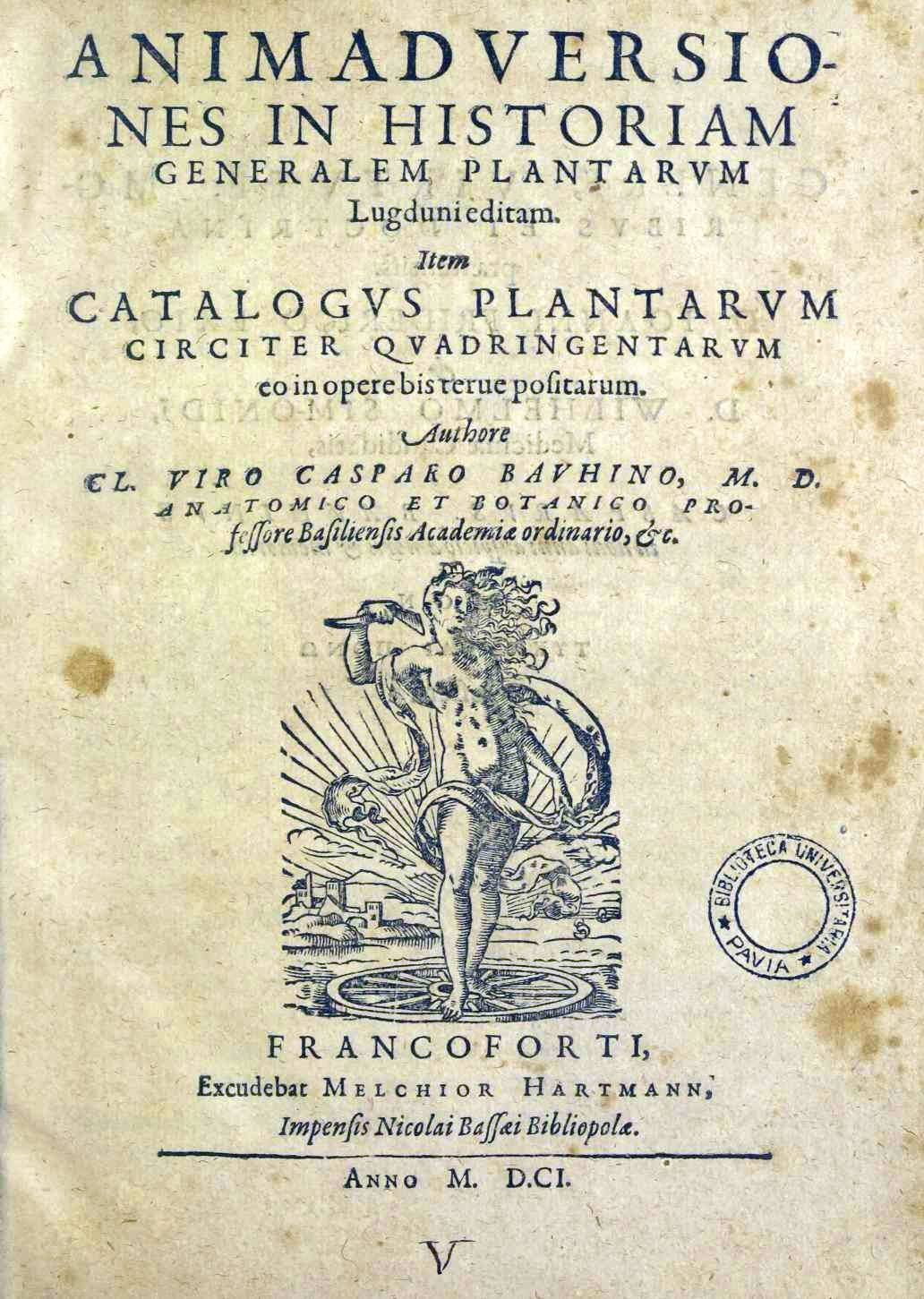
Animadversiones in historiam generalem plantarum, 1601